# ONE FC 6
ONE FC 6: Rise of Kings（ワン・エフシー・シックス：ライズ・オブ・キングス）は、シンガポールの総合格闘技団体「ONE FC」の大会の一つ。2012年10月6日、カランのシンガポール・インドア・スタジアムで開催された。

## 大会概要
本大会ではバンタム級グランプリ1回戦と2階級の世界王座決定戦が組まれた。
ミドル級キング・オブ・パンクラシスト川村亮、DREAMライト級王者青木真也、元修斗世界フェザー級王者上田将勝がONE FCデビュー。

## 試合結果
| 試合           | 階級                       | 勝者                 | 敗者                     | 試合結果                           |
| -------------- | -------------------------- | -------------------- | ------------------------ | ---------------------------------- |
| アンダーカード |                            |                      |                          |                                    |
| 1              | フェザー級                 | ミッチ・チルソン     | ヌガビディ・ムラディ     | 2R 1:05 TKO（パンチ連打）          |
| 2              | フライ級                   | ジャニ・スッバ       | ブルース・ロウ           | 1R 0:33 KO（サッカーボールキック） |
| メインカード   |                            |                      |                          |                                    |
| 3              | バンタム級グランプリ 1回戦 | ケビン・ベリンゴン   | ユサップ・サーデュラエフ | 1R 3:18 TKO（パウンド）            |
| 4              | バンタム級グランプリ 1回戦 | 上田将勝             | ソン・ミンジュン         | 3R終了 判定3-0                     |
| 5              | バンタム級グランプリ 1回戦 | ジェンス・パルヴァー | ヂァオ・ヤンフェイ       | 3R 負傷判定3-0                     |
| 6              | ミドル級                   | メルヴィン・マヌーフ | 川村亮                   | 1R 4:40 KO（右フック）             |
| 7              | 世界バンタム級王座決定戦   | キム・スーチョル     | レアンドロ・イッサ       | 2R 0:15 TKO（右フック→パウンド）   |
| 8              | 世界ライト級王座決定戦     | 朴光哲               | ゾロバベル・モレイラ     | 3R 1:02 TKO（スタンドパンチ連打）  |
| 9              | ライト級                   | 青木真也             | アルナウド・ルポン       | 1R 1:25 TKO（三角絞め）            |